# 제29보병사단 (대한민국)
제29보병사단은 1953년 11월 26일부터 1959년 1월 1일까지 존재했던 대한민국 육군의 보병 사단이었다. 당시 제주도 서귀포시 모슬포에 있었던 제1훈련소에서 제1, 5, 8 연대를 예하 부대로 편성하여 창설되었다. 경례 구호는 "태권"이었다. 강원도 용대리로 옮겨가 주둔하였으며, 1959년 9월 1일 해체되어 제20보병사단으로 재창설되었다.
태권도 사단이라 불리기도 했으며, 초대 사단장인 최홍희 소장은 제29사단 창설 당시 신익희를 기리기 위해 별명을 "익크" 사단으로 정하고, 휘장은 사단장의 부인이 남편의 오른팔을 그린 것이다.

## 상모리 주먹탑
주먹탑은 당시 29 사단의 창설을 기념하여 제주도 대정읍 상모리 2831-1번지에 세워진 높이 5.5m 둘레 14m의 비석탑이다. 휘호로는 "철저한 훈련", "강건한 체력", "만만한 투지"가 새겨져 있다. 1980년 누군가에 의해 파손되어 매몰되었다가 2000년 11월에 대정읍 상모리 2849-4번지에서 3등분 된 채로 발견되었다.

## 참조
1. ↑  김병륜 (2006년 5월 4일). “육군 1·2군 사령부 창설”. 국방일보. 2012년 9월 23일에 확인함. 나중의 일이지만 이때 창설된 29사단은 59년 1월1일 해체됐고 병력은 20사단으로 흡수됐다.[깨진 링크(과거 내용 찾기)]
2. ↑  이상도 (2000년 11월 3일). “10여년 땅속에 묻혔던 '태권사단 창설기념비', "세상 밖으로"”. 제민일보. 2011년 7월 6일에 확인함.